# Епархия Криби
Епархия Криби (лат. Dioecesis Kribensis) — епархия Римско-Католической церкви с центром в городе Криби, Камерун. Епархия Криби входит в митрополию Яунде. Кафедральным собором епархии Криби является церковь святого Иосифа. 

## История
19 июня 2008 года Римский папа Бенедикт XVI учредил епархию Криби, выделив её из епархии Эболовы. 

## Ординарии епархии
- епископ Joseph Befe Ateba (2008 — † 4.06.2014)
  - Sede Vacante

## Источник
- Annuario Pontificio, Ватикан, 2007